# Guynemar van Boulogne
Guynemar of Winemar van Boulogne was een elfde-eeuwse piraat die actief was tijdens de Eerste Kruistocht.

## Biografie
Guynemar was afkomstig uit Boulogne en heeft daar deel uitgemaakt van de huishouding van de graven van Boulogne. In 1089 was Guynemar piraat geworden en bij het uitbreken van de Eerste Kruistocht zag hij de noodzaak in van een vloot voor het kruisleger. Hij had een vloot verzameld die bestond uit Denen, Friezen en Vlamingen waarmee hij uit de Lage Landen was vertrokken in de late lente van 1097. Guynemar voer met zijn vloot naar Tarsus en bracht daar hulde aan Boudewijn van Boulogne. Hij werd door hem benoemd tot luitenant van Tarsus. Samen met Tancred van Hauteville veroverde hij vervolgens de plaats Alexandretta. Tijdens het Beleg van Antiochië veroverde Guynemer met zijn vloot in de herfst van 1097 de havenstad Latakia. Gedurende de winter bleven ze de baas in de stad, maar in maart 1098 werden ze Latakia uitgejaagd door Edgar Ætheling die de haven opeiste in naam van de Byzantijnse keizer.